# Nicolas Fréret

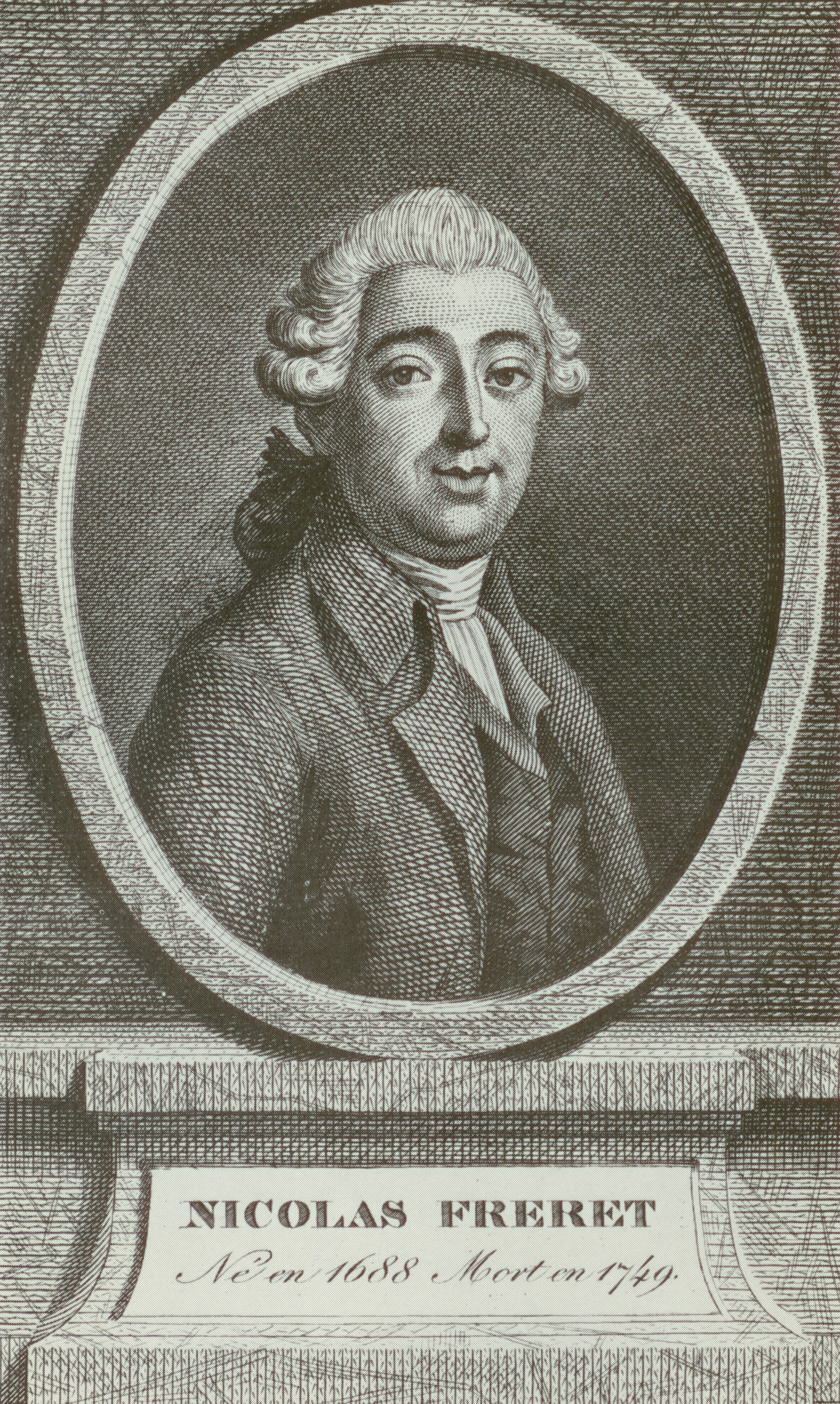
Nicolas Fréret

Nicolas Fréret (* 15. Februar 1688 in Paris; † 8. März 1749 ebenda) war ein französischer Historiker. Sein Interesse galt der antiken Geschichte und Mythologie.

## Leben und Wirken
Fréret war der Sohn von Charles-Antoine Fréret, procureur am Parlement de Paris, und Anne-Antoinette Ameline. Zu seinen Lehrern zählten der Historiker Charles Rollin sowie der Bibliothekar und Oratorier Pierre Nicolas Desmolets (1678–1760). Fréret studierte auf Drängen seines Vaters zunächst Rechtswissenschaften und arbeitete für die Anwaltskammer. Bereits im Alter von 19 Jahren wandte er sich jedoch seinen eigenen Interessen zu, schloss sich 1707 einer akademischen Gelehrtengesellschaft an und hielt in deren Rahmen wissenschaftliche Vorträge zur antiken Religion und Mythologie.
1714 legte er eine Studie über die Herkunft der Franken vor, in der er anders als in den vorherigen Legenden die Franken als südgermanischen Stamm charakterisierte. Diese Sichtweise untergrub die Eigensicht und Legitimation des französischen Herrscherhauses, weshalb er in die Bastille gesteckt wurde. Bis zu seiner Entlassung im März 1715 verbrachte er drei Monate in Gefangenschaft und beschäftigte sich in dieser Zeit vor allem mit den Werken Xenophons, insbesondere dessen Kyrupädie.
Am 23. März 1714 wurde Fréret als Student (élève) in die Académie des inscriptions et belles-lettres aufgenommen. Am 17. Januar 1716 wurde er deren Mitglied (associé) und am 29. Dezember 1742 schließlich deren ständiger Sekretär (Secrétaire perpétuel).
In der Folgezeit beschäftigte er sich mit der Trennung von Legenden und Historie sowie mit der Chronologie Altägyptens, die er als Ursprung der chinesischen Kultur ansah. Für die Académie verfasste er zahlreiche Mémoires, von denen viele zu seinen Lebzeiten ungedruckt blieben. Seine Studien zur Mythologie endeten nicht bei den Griechen, sondern behandelten auch die Kelten, Germanen, Chinesen und Inder. Durch die Vermittlung Arcade Huangs erlernte Fréret als einer der ersten Wissenschaftler Europas die chinesische Sprache.

## Rezeption
Antoine-Alexandre Barbier schrieb Paul Henri Thiry d’Holbachs Lettres à Eugénie (1768) ursprünglich Fréret zu. Er berichtigte das in seinem Dictionnaire des ouvrages anonymes et pseudonymes von 1806.

## Schriften (Auswahl)
Bücher
- Abregé de chronologie de M. le Chevalier Newton, fait par lui même, & traduit sur le Manuscript Anglois. Guillaume Cavelier (fils), Paris 1725 (Digitalisat) – anonym.

Bücher – postum
- Vues générales sur l’origine & le mélange des anciennes Nations, & sur la manière d’en étudier l’histoire. Imprimerie Royale, Paris 1753.
- Défense de la chronologie fondée sur les monuments de l’histoire ancienne, contre le système chronologique de M. Newton. Durand, Paris 1758 (Digitalisat) – herausgegeben von Jean-Pierre de Bougainville.
- De l’origine des Français et de leur établissement dans la Gaule. In: Mémoires de l’Institut de France. Band 23, Anhang 1, 1868, S. 323–559 (Digitalisat).

In: Mémoires de littérature
- Réflexions sur les prodiges rapportez dans les anciens. In: Mémoires de littérature. Band 4, 1746, S. 411–436 (Digitalisat).
- Observations sur la Cyropédie de Xenophon, principalement par rap port à lá géographie. In: Mémoires de littérature. Band 4, 1746, S. 588–612 (Digitalisat).
- Essai sur l’histoire et la chronologie des Assyriens de Ninive. In: Mémoires de littérature. Band 5, 1729, S. 331–405 (Digitalisat).
- Reflexions sur l’étude des anciennes histoires, et sur le degré de certitude de leurs preuves. In: Mémoires de littérature. Band 6, 1729, S. 145–189 (Digitalisat).
- Remarques sur la bataille donnée à Tymbrée entre les armées de Cyrus et de Croesus.  In: Mémoires de littérature. Band 6, 1729, S. 532–548 (Digitalisat).
- Réflexions sur les principes généraux de l’art d’écrire et en particulier sur les fondements de l’écriture chinoise.In: Mémoires de littérature. Band 6, 1729, S. 609–635 (Digitalisat).
- Observations sur la Cyropédie de Xenophon, seconde partie. In: Mémoires de littérature. Band 7, 1733, S. 427–487 (Digitalisat).
- Réflexions sur un ancien phenoméne celeste, observé au temps d’Ogygès. In: Mémoires de littérature. Band 10, 1736, S. 357–376 (Digitalisat).
- De l’antiquité et de la certitude de la chronologie chinoise. In: Mémoires de littérature. Band 10, 1736, S. 377–402 (Digitalisat).
- Observations sur la généalogie de Pythagore. Et sur l’usage chronologique que l’on a tiré pour déterminer l’époque de la prise de Troye. In: Mémoires de littérature. Band 14, 1743, S. 401–447 (Digitalisat).
- Recherches sur le tems auquel le Philosophe Pythagore, fondateur de la Secte Italique, peut avoir vécu. In: Mémoires de littérature. Band 14, 1743, S. 472–504 (Digitalisat).
- Éclaircissemens sur le mémoire lû au mois de novembre 1733, touchant l’antiquité et la certitude de la chronologie chinoise. In: Mémoires de littérature. Band 15, 1743, S. 495–564 (Digitalisat).

In: Mémoires de littérature – postum
- Observations sur les années employées à Babylone, avant et depuis la conquête de cette ville par Alexandre. In: Mémoires de littérature. Band 16, 1751, S. 205–232 (Digitalisat).
- De l’ancienne année des Perses. De l’intercalation qui leur est propre et de l’usage qu’on en peut faire pour confirmer ou pour déterminer quelques dates de leur histoire. In: Mémoires de littérature. Band 16, 1751, S. 233–266 (Digitalisat).
- Observations sur les fêtes religieuses de l’année Persane, et en particulier sur celles de Mithra, tant chez les Persanes que chez les Romains. In: Mémoires de littérature. Band 16, 1751, S. 267–285 (Digitalisat).
- De l’ère des Grecs de Syrie, nommée plus ordinairement ère des Séleucides. In: Mémoires de littérature. Band 16, 1751, S. 286–207 (Digitalisat).
- Réflexions sur l’opinion dans laquelle on prétend que Jules César, lors de la réformation de l’année romaine, n’a fait autre chose qu’adapter à cette année, la forme de celle qui était adoptée depuis 280 ans, dans l’usage civil, par les Grecs d’ Alexandrie. In: Mémoires de littérature. Band 16, 1751, S. 308–332 (Digitalisat).
- De l’accroissement ou élévation du sol de l’Égypte par le débordement du Nil. In: Mémoires de littérature. Band 16, 1751, S. 333–377 (Digitalisat).
- Observations générales sur l’étude de la philosophie ancienne. In: Mémoires de littérature. Band 18, 1753, S. 97–114 (Digitalisat).
- Suite du traité touchant la certitude et l’antiquité de la chronologie Chinoise; servant d’eclaircissement an mémoire lu sur la méme matière an mois de Novembre 1733. In: Mémoires de littérature. Band 18, 1753, S. 178–295 (Digitalisat).
- De l’année vague cappadocienne. Première Partie. In: Mémoires de littérature. Band 19, 1753, S. 35–55 (Digitalisat).
- De l’année Cappadocienne. Seconde Partie. De l’origine et des antiquités des Royaumes de Cappadoce et de Pont. In: Mémoires de littérature. Band 19, 1753, S. 56–84 (Digitalisat).
- De l’année arménienne; ou suite des observations sur l’année vague des Perses. In: Mémoires de littérature. Band 19, 1753, S. 85–114 (Digitalisat).
- Observations sur le nom des Mérovingiens. In: Mémoires de littérature. Band 20, 1753, S. 63–90 (Digitalisat).
- Observations sur l’histoire des Amazones. In: Mémoires de littérature. Band 21, 1754, S. 106–119 (Digitalisat).
- Observations sur l’époque d’une ancienne inscription grecque, apportée de Tripoli d’Afrique en Provence, et placée dans le cabinet de M. le Bret. In: Mémoires de littérature. Band 21, 1754, S. 225–244 (Digitalisat).
- Supplément aux Observations sur l’époque de l’ancienne inscription de Tripoli. In: Mémoires de littérature. Band 21, 1754, S. 270–277 (Digitalisat).
- Éclaircissement sur l’année et sur le temps précis de la mort d’Hérode le grand, roi de Judée. In: Mémoires de littérature. Band 21, 1754, S. 278–298 (Digitalisat).
- Observations sur les deux déluges ou inondations d’Ogygès et de Deucalion. In: Mémoires de littérature. Band 23, 1756, S. 129–148 (Digitalisat).
- Observations sur les oracles rendus par les ames des morts. In: Mémoires de littérature. Band 23, 1756, S. 174–186 (Digitalisat).
- Observations sur les recueils des prédictions écrites, qui portoient les noms de Musée, de Bacis et de Sibylle. In: Mémoires de littérature. Band 23, 1756, S. 187–212 (Digitalisat).
- Recherches sur le culte de Bacchus parmi les Grecs. In: Mémoires de littérature. Band 23, 1756, S. 242–270 (Digitalisat).
- Observations sur la religion des gaulois, et sur celle des germains. In: Mémoires de littérature. Band 24, 1756, S. 389–431 (Digitalisat).
- Essai sur les mesures longues des Anciens. In: Mémoires de littérature. Band 24, 1756, S. 432–547 (Digitalisat).
- Observations sur le rapport des mesures grecques et des mesures romaines. In: Mémoires de littérature. Band 24, 1756, S. 548–568 (Digitalisat).
- Observations sur plusieurs époques de la chronique de Paros. In: Mémoires de littérature. Band 26, 1759, S. 157–199 (Digitalisat).
- Eclaircissement sur la nature des années employées par l’auteur de la Chronique de Paros. In: Mémoires de littérature. Band 26, 1759, S. 200–218 (Digitalisat).
- Remarques sur le canon astronomique qui se trouve dans les manuscrits de Théon d’Alexandrie, & dans lequel la suite des rois de Babylone, de Perse & d’Égypte, & celles des empereurs Romains sont amrquées par les années Égyptiennes de l’ère de Nabonassar. In: Mémoires de littérature. Band 27, 1761, S. 121–152 (Digitalisat).
- Observations générales sur l’origine et sur l’ancienne histoire des premiers habitants de la Grèce. In: Mémoires de littérature. Band 47, 1809, S. 1–139 (Digitalisat).
- Observations sur les causes et sur quelques circonstances de la condamnation de Socrate. In: Mémoires de littérature. Band 47, 1809, S. 209–282 (Digitalisat).
- Observations sur la position de quelques peuples de la Belgique et sur la position de quelques places de ce pays lors de sa conquête par les Romains. In: Mémoires de littérature. Band 47, 1809, S. 435–457 (Digitalisat).

Gesammelte Werke
- Oeuvres complettes de M. Freret. 2 Bände, London 1775 (Band 1, Band 2).
- Oeuvres de Fréret. 4 Bände, Paris 1792 (Band 1, Band 2, Band 3, Band 4).